# Józef Lipień
Józef Lipień (Jaczków, Polonia, 6 de febrero de 1949) es un deportista polaco retirado especialista en lucha grecorromana donde llegó a ser subcampeón olímpico en Moscú 1980.

## Carrera deportiva
En los Juegos Olímpicos de 1980 celebrados en Moscú ganó la medalla de plata en lucha grecorromana de pesos de hasta 57 kg, tras el luchador soviético Shamil Serikov (oro) y por delante del sueco Benni Ljungbeck (bronce).